# Yūki (musicista)
Yūki, reso graficamente come Yu~ki (Fukuoka, 8 agosto ...), è un bassista giapponese.
È noto per essere il bassista del gruppo visual kei Malice Mizer, di cui è un membro dalla fondazione (1992) ed ancora attualmente, nonostante la pausa a tempo indefinito presa dalla band nel 2001. Da allora Yūki ha solo collaborato con il lavoro solista del chitarrista dei Malice Mizer Közi scrivendo le parole per il singolo Memento.
Dopo l'abbandono del primo cantante dei Malice Mizer, Tetsu, gli fu proposto di diventare il nuovo cantante del gruppo, ma rifiutò.
Nei teatrali concerti dal vivo dei Malice Mizer, Yūki interpretava il ruolo del Conte Vampiro; Gackt di solito era l'eroe o Angelo della Morte; Közi spesso aveva il ruolo del clown o buffone, e Mana era la ragazza. Questo schema fu riportato nel film del gruppo Bara no konrei, reinterpretazione di Dracula di Bram Stoker, nel quale Yūki interpretava appunto Dracula.
Yūki ha scritto la musica per la canzone dei Malice Mizer Syunikiss ~Nidome No Aitou~. Ha scritto anche le parole ad entrambe le versioni della canzone di Közi Memento.